# سفارة اليابان في ألمانيا
سفارة اليابان في ألمانيا هي أرفع تمثيل دبلوماسي لدولة اليابان لدى ألمانيا. تقع السفارة في ميته وهي تهدف لتعزيز المصالح اليابانية في ألمانيا.

## وصلات خارجية
- الموقع الرسمي
- قائمة سفارات اليابان
- قائمة السفارات في ألمانيا